# Малая Мощаница (Могилёвская область)
Ма́лая Мощани́ца (бел. Малая Машчаніца) — деревня в составе Мощаницкого сельсовета Белыничского района Могилёвской области Республики Беларусь.

## Население
- 2010 год — 10 человек